# Survivor: China
Survivor: China foi a décima-quinta temporada do reality show americano Survivor, com seu primeiro episódio indo ao ar em 20 de setembro de 2007. O apresentador Jeff Probst anunciou que esse foi o primeiro programa de TV americano a ser gravado inteiramente dentro da República Popular da China.
As seleções para o programa começaram em 30 de janeiro de 2007 e, durante o mês de março de 2007, aproximadamente 800 pessoas foram selecionadas para uma entrevista pela rede de TV CBS. Do total inicial de 800, cerca de 48 semi-finalistas foram selecionados para irem a Los Angeles entre abril e maio de 2007. E finalmente, 16 pessoas foram selecionadas para participar do programa entre junho e agosto de 2007.
Entre os inúmeros aspectos da cultura e história chinesa incluídos nessa temporada de Survivor, os mais marcantes foram a Cerimônia Budista e a réplica de 30 metros de um templo usado para o Conselho Tribal. Como foi apresentado por Probst: "Survivor é uma guerra" e, por isso, cada tribo recebeu uma cópia do livro A Arte da Guerra de Sun Tzu. Vale lembrar, que o programa teve acesso há vários monumentos históricos chineses como o Templo Shaolin e a Grande Muralha da China, algo sem precedentes na TV americana.
O slogan do programa, "Outwit, Outplay, Outlast", que foi usado nos logos de todas as temporadas anteriores foi alterado para o Survivor China. Nessa temporada o slogan foi escrito em caracteres chineses.

Duas tribos iniciais foram formadas com oito participantes cada. Fei Long (飞龙) que significa "Dragão Voador", representada pela cor vermelha e Zhan Hu (战虎) "Tigre Lutador" representada pela cor amarela. As tribos, bem como, os 16 participantes selecionados foram oficialmente apresentados ao público em 20 de agosto de 2007. A tribo formada em decorrência da fusão foi nomeada de Hae Da Fung (黑打風)"Vento Lutador Negro", por sugestão de Peih-Gee Law. As tribos foram isoladas por 39 dias nas ilhas do Reservatório Zhelin, localizado na província chinesa de Jiangxi, uma das áreas mais remotas da China.

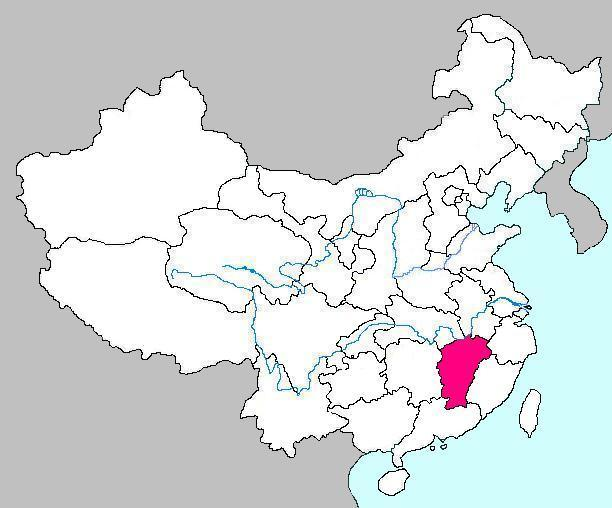
Província de Jiangxi, onde se localiza o Reservatório Zhelin, local de gravação de Survivor: China

A Ilha do Exílio presente nas três temporadas anteriores foi retirada desta temporada, mas o Ídolo da Imunidade Escondido ainda fez parte do jogo. Em substituição à Ilha do Exílio, as tribos tinham o poder de raptar alguém da tribo adversária como parte da vitória do Desafio de Recompensa. O jogador raptado permanecia na tribo adversária até a próxima Prova de Imunidade e recebia uma pista para a localização do Ídolo da Imunidade escondido no acampamento. Todavia, essa pista deveria ser dada, sem ser lida, a um membro da tribo adversária antes da próxima prova. Em Survivor: China existiam dois ídolos escondidos, um no acampamento de Zhan Hu e outro no acampamento de Fei Long, só que nenhum dos dois ídolos válidos foi utilizado pelos competidores; James Clement foi eliminado do jogo em posse dos dois ídolos (a primeira vez que isso aconteceu na história de Survivor). E Jaime Dugan, pretendendo se salvar no Conselho Tribal, apresentou o que achava ser o verdadeiro Ídolo da Imunidade, todavia, era falso e ela foi eliminada.
Três competidores foram para o Conselho Tribal final, seguindo o padrão de Survivor: Cook Islands e Survivor: Fiji. Probst explicou que em uma final tripla não se permitia a vitória de uma pessoa antes do Conselho Tribal final. Nesta final, Todd Herzog venceu, derrotando Courtney Yates e Amanda Kimmel (4-2-1 votos, respectivamente). Durante a reunião de Survivor: China, em Hollywood, James Clement ganhou um prêmio de cem mil dólares por ter sido votado pelo público como o jogador mais popular da temporada, derrotando as, também, favoritas Denise Martin e Peih-Gee Law.
James Clement e Amanda Kimmel retornaram para competir na temporada seguinte, Survivor: Micronésia. Ambos retornaram novamente na primeira temporada de 2010, Survivor: Heróis contra Vilões, juntamente com Courtney Yates, que retorna pela primeira vez após sua participação em Survivor: China.

## Participantes[7]
- Aaron Reisberger - 31 anos - Venice, Califórnia
- Amanda Kimmel - 22 anos - Kalispell, Montana
- Ashley Massaro - 28 anos - Lutadora - East Northport, Nova Iorque
- Courtney Yates - 26 anos - Nova Iorque, Nova Iorque
- Dave Cruser - 37 anos - Simi Valley, Califórnia
- Denise Martin - 40 anos - Cozinheira - Douglas, Massachusetts
- Erik Huffman - 26 anos - Nashville, Tennessee
- Jaime Dugan - 22 anos - Columbia, Carolina do Sul
- James Clement - 30 anos - Coveiro - Lafayette, Louisiana
- Jean-Robert Bellande - 36 anos - Jogador de Poker -  Las Vegas, Nevada
- Leslie Nease - 38 anos - Tega Cay, Carolina do Sul
- Michael "Frosti" Zernow - 20 anos - Chicago, Illinois
- Peih-Gee Law - 29 anos - Marina del Rey, Califórnia
- Sherea Lloyd - 25 anos - Atlanta, Georgia
- Steve "Chicken" Morris - 48 anos - Marion, Virginia
- Todd Herzog - 22 anos - Pleasant Grove, Utah

## Progresso dos Participantes
| Participante            | Tribo Original | Tribo Misturada | Tribo Pós-Fusão | Colocação Final                        | Total de Votos |
| ----------------------- | -------------- | --------------- | --------------- | -------------------------------------- | -------------- |
| Steve "Chicken" Morris  | Zhan Hu        |                 |                 | 1º Eliminado Dia 03                    | 5              |
| Ashley Massaro          | Zhan Hu        |                 |                 | 2º Eliminado Dia 06                    | 8              |
| Leslie Nease            | Fei Long       |                 |                 | 3º Eliminado Dia 09                    | 6              |
| Dave Cruser             | Zhan Hu        |                 |                 | 4º Eliminado Dia 12                    | 6              |
| Aaron Reisberger        | Fei Long       | Zhan Hu         |                 | 5º Eliminado Dia 15                    | 3              |
| Sherea Lloyd            | Zhan Hu        | Fei Long        |                 | 6º Eliminado Dia 18                    | 6              |
| Jaime Dugan             | Zhan Hu        | Zhan Hu         | Hae Da Fung     | 7º Eliminado 1º Membro do Júri Dia 21  | 7              |
| Jean-Robert Bellande    | Fei Long       | Fei Long        | Hae Da Fung     | 8º Eliminado 2º Membro do Júri Dia 24  | 5              |
| Michael "Frosti" Zernow | Zhan Hu        | Fei Long        | Hae Da Fung     | 9º Eliminado 3º Membro do Júri Dia 27  | 7              |
| James Clement           | Fei Long       | Zhan Hu         | Hae Da Fung     | 10º Eliminado 4º Membro do Júri Dia 30 | 5              |
| Erik Huffman            | Zhan Hu        | Zhan Hu         | Hae Da Fung     | 11º Eliminado 5º Membro do Júri Dia 33 | 4              |
| Peih-Gee Law            | Zhan Hu        | Zhan Hu         | Hae Da Fung     | 12º Eliminado 6º Membro do Júri Dia 36 | 4              |
| Denise Martin           | Fei Long       | Fei Long        | Hae Da Fung     | 13º Eliminado 7º Membro do Júri Dia 38 | 3              |
| Amanda Kimmel           | Fei Long       | Fei Long        | Hae Da Fung     | 3º Colocado                            | 1              |
| Courtney Yates          | Fei Long       | Fei Long        | Hae Da Fung     | 2º Colocado                            | 2              |
| Todd Herzog             | Fei Long       | Fei Long        | Hae Da Fung     | Último Sobrevivente - "Sole Survivor"  | 4              |

O Total de Votos é o número de votos que o competidor recebeu durante os Conselhos Tribais onde ele era elegível para ser eliminado do jogo. Não inclui os votos recebidos durante o Conselho Tribal final

## O Jogo
| Título Original                            | Desafios                         | Desafios      | Raptado       | Eliminado     | Votos         | Colocação Final      |
| Título Original                            | Recompensa                       | Immunidade    | Raptado       | Eliminado     | Votos         | Colocação Final      |
| ------------------------------------------ | -------------------------------- | ------------- | ------------- | ------------- | ------------- | -------------------- |
| A Chicken's a Little Bit Smarter           | Não teve 1                       | Fei Long      | Não teve 1    | Chicken       | 5-2-1         | 1º Eliminado Dia 03  |
| My Mom Is Going to Kill Me!                | Fei Long                         | Fei Long      | Jaime         | Ashley        | 6-1           | 2º Eliminado Dia 06  |
| I Lost Two Hands and Possibly a Shoulder   | Zhan Hu                          | Zhan Hu       | Leslie        | Leslie        | 6-2           | 3º Eliminado Dia 09  |
| Ride the Workhorse Till the Tail Falls Off | Fei Long                         | Fei Long      | Dave          | Dave          | 5-1           | 4º Eliminado Dia 12  |
| Love Is In the Air                         | Não teve 2                       | Fei Long      | Não teve 2    | Aaron         | 3-1-1         | 5º Eliminado Dia 15  |
| That's Love, Baby! It Makes You Strong!    | Fei Long                         | Zhan Hu       | James         | Sherea        | 5-2           | 6º Eliminado Dia 18  |
| I'm Not As Dumb As I Look                  | Não teve 3                       | Frosti        | Não teve 4    | Jaime         | 7-3           | 7º Eliminado Dia 21  |
| High School Friend Contest                 | Amanda, James, Jean-Robert, Todd | Courtney      | Não teve 4    | Jean-Robert   | 5-3-1         | 8º Eliminado Dia 24  |
| Just Don't Eat the Apple                   | Amanda, Courtney, Erik, Frosti   | Peih-Gee      | Não teve 4    | Frosti        | 7-1           | 9º Eliminado Dia 27  |
| It’s Been Real and It’s Been Fun           | Recapitulação                    | Recapitulação | Recapitulação | Recapitulação | Recapitulação | Recapitulação        |
| Ready to Bite the Apple                    | Peih-Gee [Denise, Erik]          | Erik          | Não teve 4    | James         | 5-1-1         | 10º Eliminado Dia 30 |
| Going for the Oscar                        | Denise [Amanda, Todd]            | Peih-Gee      | Não teve 4    | Erik          | 4-2           | 11º Eliminado Dia 33 |
| Hello, I'm Still a Person                  | Denise [Courtney, Todd]          | Amanda        | Não teve 4    | Peih-Gee      | 4-1           | 12º Eliminado Dia 36 |
| A Slippery Little Sucker                   | Amanda [Todd]                    | Amanda        | Não teve 4    | Denise        | 3-1           | 13º Eliminado Dia 38 |
| Reunião                                    | Voto do Júri                     | Voto do Júri  | Voto do Júri  | Amanda        | 4-2-1         | 3º Colocado          |
| Reunião                                    | Voto do Júri                     | Voto do Júri  | Voto do Júri  | Courtney      | 4-2-1         | 2º Colocado          |
| Reunião                                    | Voto do Júri                     | Voto do Júri  | Voto do Júri  | Todd          | 4-2-1         | Último Sobrevivente  |

No caso de mais de uma tribo ou competidor vencer a recompensa ou imunidade, estes serão listados na ordem de conclusão da prova ou alfabeticamente quando a vitória for em grupo. Nas situações onde um competidor venceu e convidou outros para desfrutarem do seu prêmio, estes estão listados entre chaves.
↑1 Não houve Prova de Recompensa e a regra de raptar alguém não era conhecida pelos competidores.
↑2 Não houve Prova de Recompensa nem rapto de um competidor devido à mistura entre as tribos.
↑3 Não houve Prova de Recompensa devido à fusão da tribos (merge).

## Episódios
| 01 | A Chicken's a Little Bit Smarter (Uma Galinha é Um Pouco Mais Esperta)                 | Chicken              | 15,35 | 20 de setembro de 2007 |
| Prova de Imunidade/Recompensa: Na prova Dragon Dance, cada tribo tem que manobrar um boneco dragão chinês, que é mantido suspenso por inúmeras hastes, cada haste é segurada por um competidor. Em equipe, eles devem atravessar um labirinto carregando o boneco dragão e o competidor que se encontra na frente do boneco deve abrir/remover alguns obstáculos ao longo do caminho. Ao final do percurso, a equipe deve combinar suas hastes em marcas no solo, sendo que existe apenas uma sequência correta. A equipe vencedora é aquela que completar a tarefa primeiro. - Recompensa: Pederneira - Tribo Vencedora: Fei Long Os competidores desembargaram no centro de Xangai, China e viajaram de trem e caminhão até um Templo Budista onde participaram de uma cerimônia de boas-vindas. Apesar de Jeff deixar claro que não se tratava de uma cerimônia religiosa, Leslie deixou o templo antes do término da cerimônia devido suas próprias crenças e achar que estava idolatrando outros deuses. Depois da cerimônia, Jeff anunciou aos competidores que eles seguiriam para o jogo apenas com as roupas que estavam usando. Em seguida, foram divididos em duas tribos e cada uma recebeu uma cópia do livro "A arte da guerra" de Sun Tzu. Após uma noite tempestuosa em Zhan Hu, Ashley ficou doente e se tornou alvo da tribo. Fei Long venceu o primeiro Desafio de Imunidade e ganhou, como recompensa, uma pederneira para fazer fogo. No Conselho Tribal, Chicken não se viu correndo risco uma vez que tinha na equipe Ashley, um elo fraco e doente, e Peih-Gee se sobressaindo como mandona. Mas Chicken foi condenado por alguns dos membros de Zhan Hu por decidir não opinar mais nas decisões da tribo e foi eliminado com 5-2-1 votos. Após a saída de Chicken, Probst presenteou a tribo com uma pederneira. |                                                                                        |                      |       |                        |
| 02 | My Mom Is Going to Kill Me! (Minha Mãe Vai Me Matar!)                                  | Ashley               |       | 27 de setembro de 2007 |
| Prova de Recompensa: Na prova Chinese Checkers, em rodadas de 3 contra 3, cada equipe deve empurrar um grande bola através de um campo enlameado até o gol adversário, enquanto previne que os oponentes façam o mesmo. A primeira tribo que marcar dois gols vence a prova. - Recompensa: Material e um barco para pesca - Tribo Vencedora: Fei Long Prova de Imunidade: Na prova Gatecrasher, cada equipe usa um aríete de madeira para quebrar e atravessar duas paredes que estão bloqueando o caminho. Após completo o percurso eles devem puxar e empurrar o aríete para navegar por um quebra-cabeça gravado na superfície deste. Uma vez todo o quebra-cabeça resolvido e atravessado todo o aríete eles devem fazer soar um gongo no fim do percurso para ganhar a imunidade. - - Tribo Vencedora: Fei Long Dave tentou assumir a liderança em Zhan Hu, mas seus companheiros de tribo não aceitaram a ideia por sua postura de mandão. Em Fei Long, Amanda e Todd formaram uma aliança e trouxeram Aaron com eles para ter alguém forte que fosse visto como alvo para deflagrar a, possível, ira dos outros jogadores sobre a aliança deles durante o jogo. Jean-Robert se tornou um alvo por sua preguiça, mas revelou em um vídeo confessional que ser percebido desta forma faz parte de sua estratégia de jogo. Após a Prova de Recompensa, Probst revelou que além da recompensa, a equipe vencedora poderia raptar alguém da tribo adversária para viver com eles em seu acampamento até a próxima prova, entretanto, essa pessoa receberia um tubo com instruções especiais para ser lido, apenas, no acampamento da outra tribo em um lugar privativo. Posteriormente, foi revelado que o jogador raptado deveria entregar o tubo selado para um membro da outra tribo. Dentro do tubo havia uma pista para o Ídolo da Imunidade escondido no próprio acampamento. Fei Long venceu a prova e optou por raptar Jamie por a considerarem um "raio de sol" e imaginarem que a retirando de Zhan Hu a tribo ficaria desmoralizada. No acampamento de Fei Long, Jamie entregou a pista lacrada para o Ídolo da Imunidade Escondido para o membro que ela considerou mais fraco: Leslie. Leslie, por sua vez, compartilhou sua pista com Todd pensando que ele deveria confiar nela e mantê-la por perto, mas Todd viu uma oportunidade de ter a pista somente para si se Leslie fosse eliminada. Após o fracasso de Zhan Hu durante a Prova de Imunidade, Dave carregou toda a responsabilidade da tribo pela derrota, mas a tribo viu Ashley como a causadora de muitos conflitos com Dave e não trabalhar o suficiente no acampamento sendo eliminada por 6-1 votos. |                                                                                        |                      |       |                        |
| 03 | I Lost Two Hands and Possibly a Shoulder (Eu Perdi Duas Mãos e Possivelmente um Ombro) | Leslie               | 14,10 | 4 de outubro de 2007   |
| Prova de Recompensa: Na prova Clear the Deck, em rodadas de 3 contra 3 (separados por sexo), os competidores são posicionados sobre uma plataforma aquática onde devem iniciar uma batalha manual, objetivando derrubar a equipe adversária na água. A primeira equipe que lançar todo o grupo adversário na água primeiro ganha a rodada. A equipe que ganhar primeiro 3 rodadas ganha a recompensa. - Recompensa: Itens de conforto: querosene, lamparina, corda, travesseiros, lençóis e uma lona. - Tribo Vencedora: Zhan Hu Prova de Imunidade: Na prova Blade Runner, quatro membros de cada tribo, sequencialmente, devem usar um facão para cortar barras de madeira que escondem cordas, conseguindo cortar as cordas, liberarão um feixe de discos de madeira. Uma vez que todos os quatro feixes de discos de madeira foram coletados para a tribo, outros dois competidores deverão empilhá-los na sequência correta em um grande mastro de madeira com base de pedra, bastante pesado. Assim que todas os discos estiverem posicionados corretamente, esses dois competidores deverão carregar o mastro até a linha de chegada para vencer. - - Tribo Vencedora: Zhan Hu Em Fei Long, a tribo discutiu sobre as condições de dormir e o que eles fariam com um caranguejo capturado. Em Zhan Hu, Dave continuou trabalhando duro, mas também, continuou irritando seus companheiros com sua postura autoritária. Novamente em Fei Long, Courtney e Todd ouviram escondidos Jean-Robert e James planejando sobre o jogo e fazendo comentários rudes sobre Courtney. Durante a Prova de Recompensa, Dave ajudou a distrair o grupo masculino de Fei Long, disputando a prova totalmente pelado. Após vencer seu primeiro desafio Zhan Hu pode raptar Leslie para seu acampamento. Leslie entregou a pista para o Ídolo da Imunidade Escondido para Jaime, retribuindo o favor visto no episódio anterior. No desafio pela imunidade grupal, Zhan Hu rapidamente liderou a prova com Jamie, Peih-Gee, Frosti e Erik cortando as barras de madeira e cordas com facilidade, em contrapartida, Fei Long teve sérios problemas com Courtney não conseguindo cortar e progredindo muito lentamente. Após, finalmente, Courtney entregar o primeiro feixe de discos, Amanda, Aaron e James rapidamente conseguiram os outros três que faltavam. Na segunda etapa do desafio, Jean-Robert e Todd trabalharam no quebra-cabeça de Fei Long enquanto Dave e Sherea trabalharam pelo de Zhan Hu. Fei Long estava trabalhando rapidamente, conseguindo tirar boa parte da vantagem de Zhan Hu, até que Jean-Robert colocou um disco no mastro rápido demais e bloqueou a visão de Todd, atrapalhando-o. Por Zhan Hu: Sherea e Dave, com um pouco de dificuldade, mas calmamente concluem o quebra-cabeça e puxam o pesado mastro até a linha de chegada, vencendo seu primeiro desafio pela imunidade. Em Fei Long, Leslie foi vista como não confiável após suspeitarem de potenciais alianças que ela pode ter feito com a outra tribo durante seu rapto, principalmente após ela dizer que Zhan Hu era uma tribo mais unida e divertida do que a deles. Durante o Conselho Tribal, Leslie foi eliminada por 6-2 votos. |                                                                                        |                      |       |                        |
| 04 | Ride the Workhorse Till the Tail Falls Off                                             | Dave                 |       | 11 de outubro de 2007  |
| Prova de Recompensa: Na prova Great Balls of Fire, cada tribo terá dois participantes de cada vez usando hashis (pauzinhos chineses) gigantes e tentando carregar uma bola de metal em chamas através do percurso. Ao chegarem ao final do percurso devem largar a bola em chamas que deslizará através de uma calha e detonará fogos de artifício. A cada rodada as duplas devem ser trocadas e os hashis ficarão mais longos e difíceis de manusear. A primeira tribo que conseguir transportar três bolas através do seu percurso e detonar os fogos de artifício ganha a recompensa. - Recompensa: Uma visita de um pescador local e sua família que ensinarão a tribo a pescar e levarão alimentos para preparar uma refeição típica. - Tribo Vencedora: Fei Long Prova da Imunidade: Na prova Warrior´s Duel, os competidores estão vestidos com armaduras tradicionais chinesas. Dois membros de cada tribo, ao mesmo tempo, devem usar uma boleadeira para quebrar vasos chineses dispostos atrás dos competidores da equipe adversária ao mesmo tempo em que devem defender, usando compridas varas de bambu, os vasos de sua própria tribo. A tribo que quebrar mais vasos depois de 3 rodadas ganha a Imunidade. - - Tribo Vencedora: Fei Long Frosti, privadamente, fala com Dave e tenta alertá-lo de que ele está causando muito conflito e despertando antipatia depois de sua briga com Sherea. Em Fei Long, Jean-Robert surpreende sua tribo revelando que fala mandarim, que aprendeu quando era criança durante uma estada de poucos anos em Taiwan. Durante a visita do pescador e sua família (parte da recompensa), ele serviu de tradutor entre os competidores e os nativos. Dave foi raptado por Fei Long e concordou em entregar a pista para o Ídolo da Imunidade escondido para Todd, após Todd lhe prometer que lhe devolveria o favor caso ele fosse raptado por Zhan Hu. O desafio da quebra dos vasos chineses foi vencido por Fei Long. Ao retornar para seu acampamento, após alguns dias raptado, Dave descobriu que sua tribo estava unida contra ele e tentou convencê-los de que suas atitudes tinham mudado. Sherea escuta escondida Erik, Frosti, Jaime e Peih-Gee conversando sobre ela ajudar muito pouco no trabalho do acampamento e concluem que ela corre perigo de ser eliminada. Mas, no Conselho Tribal, os quatro membros de Zhan Hu decidem que as atitudes ásperas e autoritárias de Dave pesaram mais e ele foi eliminado com 5-1 votos. |                                                                                        |                      |       |                        |
| 05 | Love Is In the Air (Amor Está No Ar)                                                   | Aaron                |       | 18 de outubro de 2007  |
| Prova de Imunidade: Na prova Plunge, Pull, Pop, dois membros de cada tribo devem mergulhar de uma plataforma aquática para remover bastões que estão prendendo doze peças flutuantes de um quebra-cabeça que representam os animais do horóscopo chinês. Assim que os membros mergulhadores coletarem todas as doze peças, eles devem remar até a margem e entregar as peças para os três membros de sua tribo, que deverão encaixar as peças nos locais corretos. A primeira tribo que completar o quebra-cabeça ganha a imunidade. - - Tribo Vencedora: Fei Long O relacionamento entre Erik e Jaime cresceu e Jaime dividiu as pistas para o Ídolo da Imunidade escondido que ela tinha com ele. No lugar da Prova de Recompensa, pescadores locais entregaram mensagens instruindo cada tribo a escolher os competidores mais fortes da equipe adversária para fazerem parte da sua própria tribo. Fei Long escolheu Frosti e Sherea, enquanto Zhan Hu escolheu Aaron e James. Após a troca de tribos, cada tribo recebeu uma cesta com frutas, nozes e vinho. A mistura entre as tribos abriu várias outras possibilidades de jogadas futuras entre os competidores: Jean-Robert tentando reconquistar a confiança de sua tribo; Frosti procurando por novas alianças; e Peih-Gee e Jaime discutindo sobre entregar os próximos dois Desafios pela Imunidade para eliminar Aaron e James, na tentativa de balancear os números das tribos originais caso houvesse um fusão com os dez competidores restantes. Na Prova de Imunidade, Jaime e Peih-Gee sabotaram as chances de sua tribo vencer escondendo uma peça do quebra-cabeça e fazendo um esforço mínimo para resolvê-lo. Aaron e James ficaram aborrecidos com a performance fraca de Jaime e Peih-Gee. De volta no acampamento, Erik se surpreendeu ao descobrir que as garotas entregaram propositalmente a prova e foi compelido a seguir o plano delas para continuar no jogo. Durante o Conselho Tribal, Jaime admitiu entregar a prova para o desgosto de Aaron e James. James condenou expressamente essa estratégia e chegou a pedir para ser eliminado. Mas, os remanescentes de Zhan Hu sentiram que Aaron poderia ser o maior o problema daquele Conselho e o eliminaram com 3-1-1 votos. |                                                                                        |                      |       |                        |
| 06 | That's Love, Baby! It Makes You Strong! (Isso é Amor, Baby! Ele Te Faz Forte!)         | Sherea               |       | 25 de outubro de 2007  |
| Prova de Recompensa: Na prova Search and Decode, um membro de cada tribo por vez deve procurar em uma vila chinesa abandonada por placas coloridas com várias letras inscritas nelas. Quando todas as placas com as cores da tribo são coletadas, a tribo deve organizá-las em um grande quadro onde outras letras já estão inscritas. Eles devem organizar as placas de maneira a formar uma frase coerente. A primeira tribo que completar a frase ganha a recompensa. - Recompensa: Uma viagem até uma casa de chá próxima para banho, comida e relaxar. - Tribo Vencedora: Fei Long Prova de Imunidade: Na prova Name That Spoon, as tribos são desafiadas a comer pratos "tradicionais" chineses como dez corações de galinha, três enguias, três bebês tartarugas (ainda com seu casco), dois fetos de galinha e um ovo milenar em rodadas de 1 contra 1. A primeira tribo que vencer quatro rodadas ganha a imunidade. - - Tribo Vencedora: Zhan Hu Todd se aliou com Amanda para encontrarem o Ídolo da Imunidade escondido, compartilhando as informações que possuía com ela. Durante a prova de recompensa, Peih-Gee tentou transmitir uma mensagem para Sherea sobre a estratégia elaborada por ela e Jaime, mas quando Sherea e Frost se mostraram não-comunicativos, Peih-Gee, Jaime e Erik começaram a duvidar de seus planos. Fei Long venceu a recompensa e pode raptar seu ex-companheiro de tribo, James. Todd convenceu James a lhe entregar a pista para O Ídolo da Imunidade escondido com a promessa de salvar James ao retornar para Zhan Hu. De posse desta pista, Amanda e Todd descobriram a localização do Ídolo da Imunidade pregado numa espécie de portal chinês na entrada do acampamento. Eles tentaram pegar o ídolo discretamente e para isso, antes de pegar o ídolo, começaram a desmontar todo o portal de entrada, mas acabaram se vendo forçados a revelar que estavam em posse do ídolo após Frosti, inocentemente, ir ajudá-los e vê-lo. Todd, então, deu o Ídolo de Fei Long para James e o ensinou como encontrar o ídolo no acampamento Zhan Hu. Todd, também, contou sobre a existência do ídolo para Denise e Courtney e o seu plano para Fei Long vencer a próxima prova de imunidade. Com a vitória, Zhan Hu iria para o Conselho Tribal e James mostraria o Ídolo da Imunidade Escondido, cancelando todos os votos contra ele e eliminando Jaime. Mas, apesar dos melhores esforços de Fei Long para vencer o desafio, Zhan Hu ganhou a imunidade forçando Fei Long a eliminar alguém. A aliança de Todd, Amanda, Denise e Courtney concordou que eles poderiam confiar em Frosti e eliminariam Sherea. Após pensar sobre o assunto, Courtney tentou convencê-los de votar em Jean-Robert, pois ela não o suportava. Após um tenso Conselho Tribal, o plano original foi seguido e Sherea foi eliminada com 5-2 votos. |                                                                                        |                      |       |                        |
| 07 | I'm Not As Dumb As I Look (Eu Não Sou Tão Burro Quanto Pareço)                         | Jaime                |       | 1 de novembro de 2007  |
| Prova de Imunidade: Na prova Feast Memory, os jogadores deveriam relembrar de informações/fatos que estavam visíveis durante o banquete recebido após a fusão. Uma pergunta seria feita por rodada e se o competidor responder errado ele seria eliminado do desafio. O último competidor que sobrar ganha a imunidade. - - Vencedor da Imunidade: Frosti James conseguiu o Ídolo da Imunidade que estava escondido no acampamento Zhan Hu. James tentando persuadi-los a pegar uma falsa placa comemorativa e usar como ídolo deixando-a jogada aos pés do portal para ser vista. Seu plano funcionou e os outros membros de Zhan Hu perceberam que o portal de entrada estava diferente. Na mesma noite, Jaime procurou na bolsa de James e descobriu que ele tinha duas daquelas placas escondidas em sua roupa, mas como estava escuro ela não percebeu a diferença entre as placas de James e a sua. Em Fei Long, Courtney continuou insistindo que eliminassem Jean-Robert, e isso irritou Todd que achava que precisavam de Jean-Robert para manter a maioria. No dia 20, as tribos foram fundidas, depois que aproveitaram um banquete de comida e bebidas alcoólicas e apreciavam uma apresentação de acrobacias com artistas chineses. A tribo fundida foi chamada de Hae Da Fung (Vento Negro Lutador), por sugestão de Peih-Gee. Inesperadamente, Jeff chegou ao acampamento e anunciou que a Prova de Imunidade seria realizada ali, imediatamente. Frosti venceu a prova e conquistou a primeira imunidade individual do jogo. Peih-Gee tentou se aliar com James e Frosti e formar uma aliança de Zhan Hu enquanto Jaime tentou usar seu conhecimento sobre o Ídolo da Imunidade Escondido para barganhar com Frosti e Todd e se salvar, mas ambos já sabiam que ela possuía um falso ídolo da imunidade. Depois que todos já tinham votado no Conselho Tribal, Jaime tentou usar seu falso ídolo da imunidade, mas Jeff pegou a placa e a atirou no fogo após anunciar que aquele não era o verdadeiro ídolo. Os votos contra Jaime foram contados e ela foi eliminada com 7-3 votos. |                                                                                        |                      |       |                        |
| 08 | High School Friend Contest (Concurso do Amigo do Colégio)                              | Jean-Robert          |       | 8 de novembro de 2007  |
| Prova de Recompensa: A tribo Hae Da Fung foi dividida em duas equipes de quatro escolhidas como se fazem em colégios para realizarem a prova Bucket Stops Here. Jean-Robert, James, Todd, e Amanda confrontaram Peih-Gee, Frosti, Erik e Courtney, por estarem em 9 competidores, um participante não participou da prova e consequentemente não pode disputar a recompensa. Denise ficou de fora. Durante a prova um membro de cada equipe sentará em um pequeno barco enquanto que a equipe oposta usando baldes jogará água no interior do barco tentando afundá-lo. A pessoa no bote deverá tirar a água o mais rápido que puder para permanecer flutuando. A equipe que primeiro afundar o barco da outra equipe, duas vezes, ganha a recompensa. - Recompensa: A equipe vencedora irá para uma vila ancestral onde ganharão uma refeição chinesa e a pista final para o Ídolo da Imunidade escondido no acampamento. - Vencedores da Recompensa: Amanda, James, Jean-Robert e Todd Prova de Imunidade: Na prova Dragon Rider, cada competidor senta sobre um grande barril cheio de água suspenso em sobre lama, existe um furo embaixo de cada barril que será aberto ao início da prova, conforme a água vai esvaziando o barril vai ficando mais instável dificultando manter o equilíbrio. Quem cair está fora e o último competidor que se manter equilibrado no barril ganha a imunidade. - - Vencedor da Imunidade: Courtney Como parte pela vitória da Prova de Recompensa, Amanda, James, Jean-Robert e Todd receberam um tubo contendo todas as pistas prévias e mais uma adicional sobre o local no acampamento onde está escondido o Ídolo da Imunidade. De posse destas novas informações, Jean-Robert vasculhou o acampamento à procura do Ídolo, sem imaginar que ambos já tinham sido encontrados. Todd se sente traído por James por ele ter os dois Ídolos da Imunidade e não lhe dar nenhum, com esse sentimento Todd se alia com Amanda e Frosti para enganar James no Conselho Tribal. Imaginando que estava de posse de um Ídolo da Imunidade, Jean-Robert conta a Erik que tinha conseguido encontrá-lo, e Erik conta que ele estava enganado e que James estava de posse dos dois ídolos do jogo. Jean-Robert confronta James sobre os ídolos na esperança de se aliar com ele, mas James nega tê-los. Em sequência, Jean-Robert tenta se aproximar de Todd, tentando convencê-lo a enganar James no próximo Conselho Tribal. Todd que já havia pensado fazer exatamente isso, alguns dias atrás resolve mudar seus planos, criando uma aliança com Amanda, Courtney, Frosti e James. E, no Conselho Tribal deste episódio, Todd temendo que Jean-Robert roubasse seu posto de melhor estrategista do jogo, convenceu a maioria da aliança Fei Long a eliminar Jean-Robert com 5-3-1 votos. |                                                                                        |                      |       |                        |
| 09 | Just Don't Eat the Apple (Apenas Não Coma a Maçã)                                      | Frosti               |       | 15 de novembro de 2007 |
| Prova de Recompensa: Duas equipes de quatro competidores cada foi dividida (Amanda, Courtney, Erik e Frosti contra Todd, Denise, James e Peih-Gee)para a realização da prova Drum Roll. Usando tambores de tamanhos diferentes, os competidores devem manter uma bola no ar, fazendo-a pular de um tambor para o outro, enquanto atravessam uma série de obstáculos. Pelo percurso as equipes devem atravessar dois portões. Se derrubarem a bola, devem retornar ao início do percurso para poder reiniciá-lo ou, caso já tenham atravessado algum portão, retornam ao portão imediatamente anterior. Chegando ao final, devem colocar a bola dentro de um cesto e retornar ao início. A primeira equipe que colocar três bolas dentro do seu cesto ganha a recompensa. - Recompensa: Uma noite em um cruzeiro ao longo do Rio Lishui. - Vencedores da Recompensa: Amanda, Courtney, Erik e Frosti Prova de Imunidade: Cada competidor terá uma série de símbolos do horóscopo chinês na sua frente. A cada rodada Jeff Probst ditará uma sequência destes símbolos, após isso, os competidores, usando uma faca, devem coletar os símbolos na ordem correta. Se os símbolos forem coletados na ordem correta o competidor segue no desafio, caso esteja errado ele será eliminado da prova. A última pessoa que restar ganha a imunidade. Os competidores que se sentissem seguros poderiam escolher não participar do desafio e aproveitar uma refeição de hambúrgueres, batatas fritas, bebidas geladas e acompanhamentos enquanto o desafio estava sendo realizado. A decisão de participar ou não do desafio foi feita simultaneamente com todos os jogadores que deveriam mostrar em suas mãos uma moeda preta se quisessem comer ou uma moeda branca caso quisessem participar da prova. Todd, Courtney, Denise e James optaram por comer. Amanda foi a única da aliança majoritária que tentou impedir que Erik, Frosti ou Peih-Gee ganhassem a imunidade. - - Vencedor da Imunidade: Peih-Gee Denise se sentiu excluída por sua aliança por não confiarem a ela o plano de eliminar Jean-Robert no último Conselho Tribal. Frosti e Courtney se aproximaram muito e estão flertando um com o outro. Após a Prova de Recompensa Peih-Gee desabafou toda sua frustração, por perder a prova, em cima de James, culpando-o pelo fracasso da equipe. Mais tarde ela tentou se desculpar com James, mas ele não aceitou as desculpas. Após retornarem do cruzeiro pelo Rio Lishui os competidores falaram que foi bem mesmo divertido do que na realidade foi para não despertar inveja e rancor dos que ficaram. Peih-Gee venceu a Prova de Imunidade e Todd, James e Denise ficaram pasmos em saber que Courtney não votaria em Frosti pela amizade que eles desenvolveram nos últimos dias. No Conselho Tribal do episódio Frosti foi visto como um competidor mais forte que Erik para vencer as próximas provas de imunidade e poder se aliar facilmente com Courtney e foi eliminado unanimemente com 7-1 votos. Após a eliminação, Jeff anuncia que os competidores não voltarão imediatamente ao acampamento, eles ainda têm negócios para resolver ali. |                                                                                        |                      |       |                        |
| 10 | It’s Been Real and It’s Been Fun (Tem Sido Real e Divertido)                           | Ninguém              |       | 22 de novembro de 2007 |
| Recapitulação dos primeiros 27 dias de jogo. Esse episódio traz quatorze cenas inéditas de Survivor: China. |                                                                                        |                      |       |                        |
| 11 | Ready to Bite the Apple (Pronto Para Morder a Maçã)                                    | James                |       | 29 de novembro de 2007 |
| Prova de Recompensa: Os competidores terão seus conhecimentos sobre a China e sua cultura testados na prova Confucius Said. O competidor que primeiro responder corretamente a cinco perguntas vence a Recompensa e tem a oportunidade de levar outros dois competidores com ele. - Recompensa: Uma viagem de avião até um Templo Shaolin onde passarão a noite e poderão apreciar uma demonstração de artes marciais e uma refeição tradicional. - Vencedor da Recompensa: Peih-Gee Prova de Imunidade: Os competidores irão lançar shurikens em uma parede marcada com várias áreas que valem pontuação diferente na prova Star Struck. Na primeira rodada, cada competidor terá 3 tentativas de arremesso, as quatro pontuações mais altas segue para a próxima rodada. Na segunda rodada, o alvo será afastado e cada competidor terá apenas um arremesso. Quem conseguir a maior pontuação ganha a Imunidade. - - Vencedor da Imunidade: Erik Os “assuntos inacabados” que Jeff anunciou no último Conselho Tribal e pegou todos os competidores de surpresa era a Prova de Recompensa onde o vencedor e mais outros dois competidores viajariam de avião e passariam a noite em um Templo Shaolin. O desafio era um jogo de perguntas e respostas sobre a China e sua cultura, Peih-Gee venceu a prova e levou Denise e Erik com ela. No templo, Denise surpreendeu Peih-Gee e Erik revelando que ela estudou karatê por oito anos, muito perto de conquistar a faixa preta na modalidade. De volta ao acampamento Hae Da Fung, enquanto foram buscar o correio que anunciava a Prova de Imunidade, Amanda dividiu com Courtney seu plano de enganar James no próximo Conselho Tribal caso ele não ganhasse a imunidade. Erik venceu a Prova de Imunidade. Amanda convenceu Todd e Denise a seguirem seu plano para enganar James. Pensando que ela era a próxima a ser eliminada e tentando lutar para permanecer no jogo Peih-Gee falou com Amanda sobre o fato de James possuir os dois Ídolos de Imunidade do jogo e Amanda falou para ela não fazer nada e confiar nela. Peih-Gee elaborou um possível plano com Erik que tinha que decidir se era mais interessante para ele ir com Peih-Gee e votar em Todd ou participar do possível plano de eliminar James. No Conselho Tribal, James foi enganado e eliminado, sem usar nenhum dos dois Ídolos de Imunidade que ele possuía, com 5-1-1 votos. |                                                                                        |                      |       |                        |
| 12 | Going for the Oscar (Indo Para o Oscar)                                                | Erik                 |       | 6 de dezembro de 2007  |
| Prova de Recompensa: Para a prova Marco Polo cada competidor formou uma dupla com um parente. Competidores e parentes foram vendados posicionados em lados opostos de um grande labirinto. As duplas deveriam se encontrar pelo labirinto e localizar a área central, a primeira dupla que subisse a plataforma central venceria a recompensa. - Recompensa: Uma viagem de barco, uma refeição a bordo e um telefonema para casa. O vencedor poderia ainda escolher outros dois participantes, que juntamente com seus parentes, acompanhariam a viagem e a refeição. - Vencedor da Recompensa: Denise Prova de Imunidade: Na prova Swamp Donkeys, cada participante está preso a uma corda que passa por inúmeros obstáculos ao longo de um percurso repleto de água. Em cada obstáculo eles devem desembaraçar a corda passando por cima, por baixo ou dando a volta nas barras para poder continuar. No final do percurso encontrarão caixas, cada caixa possui duas afirmativas uma falsa e uma verdadeira sobre invenções chinesas e ao lado de cada uma delas há uma chave. O competidor deve escolher a chave da alternativa que considerar verdadeira e retornar ao início da prova, atravessando novamente todos os obstáculos. No início cada competidor encontrará uma caixa com fechada com três cadeados, se a chave escolhida for a certa abrirá uma das três trancas, caso tenha escolhido a chave errada terá que refazer o percurso para buscar a chave remanescente. O primeiro competidor que abrir os três cadeados fazendo com que sua bandeira se eleve ganha a imunidade. - - Vencedor da Imunidade: Peih-Gee Enquanto se preparavam para iniciar a Prova de Recompensa, os competidores descobriram que parentes deles iriam participar desta prova formando duplas com eles. Denise e seu marido venceram a prova, e Amanda e Todd, com suas irmãs, se juntaram a eles para um passeio de navio. Depois que Courtney, Erik, e Peih-Gee foram embora, Jeff anunciou que os parentes dos competidores que desfrutaram a recompensa poderiam passar a noite no acampamento. Posteriormente, Peih-Gee venceu o desafio pela imunidade. Peih-Gee e Erik tentaram convencer Denise a mudar de lado e se aliar a eles durante o Conselho Tribal, mas a aliança Fei Long não se abalou e não poupou Erik que, como único remanescente da tribo Zhan Hu não imune, foi eliminado com 4-2 votos. |                                                                                        |                      |       |                        |
| 13 | Hello, I'm Still a Person (Alô, Eu Ainda Sou Uma Pessoa)                               | Peih-Gee             |       | 13 de dezembro de 2007 |
| Prova de Recompensa: Na prova Zen Archery, cada competidor receberá 5 flechas com as cores que lhe representam e devem, secretamente, distribuir suas fleches para os outros competidores. Após a distribuição das fleches, eles usarão uma replica de uma besta chinesa para atirar as flechas em seus nomes que estão escritos em um quadro que serve de alvo. O competidor ganha um ponto toda vez que uma flecha atingir seu nome, independente de quem atirou a flecha. O vencedor da recompensa é aquele que tiver mais depois que todas as flechas forem arremessadas. - Recompensa: Uma viagem em um jatinho particular até a Grande Muralha da China, onde poderia desfrutar de uma refeição. Dois competidores poderiam ser escolhidos pelo vencedor para irem junto. - Vencedor da Recompensa: Denise Prova de Imunidade: A prova Chinese Leftovers, foi um desafio de “segundas chances” disputado em quatro rodadas, onde o pior competidor em cada rodada seria eliminado. Os competidores revisitaram provas anteriores. Na primeira etapa cada competidor arremessou três shurikens em um alvo pontuado; na segunda tiveram que comer um feto de frango (ovo galado); na terceira rodada atravessar um percurso mantendo uma pequena bola no ar com a ajuda de um tambor e, finalmente na quarta rodada, tiveram que soltar discos que estavam presos e em seguida montar o quebra-cabeça com eles, a primeira pessoa que completar o quebra-cabeça ganha a imunidade. - - Vencedor da Imunidade: Amanda Denise venceu a prova de recompensa quando Amanda e Courtney acertaram o nome dela ao invés dos seus próprios. Ela escolheu levar Courtney com ela por esta ter sido a responsável direta por sua vitória e Todd por razões estratégicas, essas escolhas deixaram Peih-Gee magoada e furiosa (Peih-Gee ao vencer uma prova de recompense levou Denise a um Templo Shaolin, mas, após isso, Denise ganhou duas provas de recompense e em nenhuma oportunidade retribuiu o favor). De volta ao acampamento, Amanda e Peih-Gee começaram a conversar e resolveram os problemas e conflitos que existiam entre as duas e acabaram por se aproximar. Amanda mencionou a ideia de enganar Todd no próximo Conselho Tribal e quando os outros voltaram ao acampamento, Peih-Gee tentou conseguir o voto de Denise para ajudá-la a eliminar Todd, argumentando que Denise seria a próxima eliminada após a saída de Peih-Gee. A Prova de Imunidade foi vencida por Amanda e, durante o Conselho Tribal, Amanda e Denise decidiram permanecer fiéis com sua aliança com Todd e Peih-Gee, última remanescente da tribo Zhan Hu original foi eliminada com 4-1 votos. |                                                                                        |                      |       |                        |
| 14 | A Slippery Little Sucker                                                               | Denise               |       | 16 de dezembro de 2007 |
| Prova de Recompensa: Nesse desafio os competidores montarão uma quebra-cabeça que simula uma parte da Grande Muralha da China. A prova iniciará com os competidores tendo que descer uma escada vertical e, em seguida, devendo cruzar duas pontes, sendo que a segunda precisa ser montada. Eles terão várias tábuas que só se encaixam numa única sequência, após a montagem total da ponte eles seguirão ao final do percurso onde encontrarão um tradicional jugo chinês e uma pilha de 12 peças de quebra-cabeça, eles deverão usar o jugo para transportar as peças para o topo da muralha de onde eles iniciaram a prova. Uma vez que todas as 12 peças estejam no topo da muralha, os competidores devem iniciar o quebra-cabeça completando sua seção da muralha que está incompleta. O primeiro que completar o quebra-cabeça ganha a recompensa. - Recompensa: Pizza, brownies de chocolate, cerveja e refrigerantes. - Vencedor da Recompensa: Amanda Prova de Imunidade: Cada competidor deve equilibrar louças na ponta de um braço longo e instável, cada braço de madeira foi ajustado para altura de cada competidor tornando o desafio mais justo. Durante a prova Jeff vai, aos poucos, anunciando uma louça específica que o competidor deverá empilhar. Quanto mais pratos empilharem e quanto mais tempos os segurarem mais difícil será mantê-los estáveis. Se qualquer parte da pilha de louças cair o competidor estará fora do desafio. O vencedor da imunidade será o último competidor que permanecer na prova. - - Vencedor da Imunidade: Amanda Amanda venceu a Prova de Recompensa e ela poderia escolher até duas pessoas para desfrutarem com ela o prêmio, mas por questões estratégias ela escolheu apenas Todd. Enquanto comiam, Amanda questionou a lealdade de Todd em relação à aliança que ambos formaram praticamente no primeiro dia do jogo e ele confirmou que estava firme com Amanda e Courtney. A Prova de Imunidade foi precedida por uma homenagem aos competidores eliminados. Amanda, Courtney, Denise e Todd saíram do acampamento Hae Da Fung e rumaram em direção à estátua gigante de Guan Yin, pelo caminho acenderam tochas que representavam os colegas caídos ao longo do caminho. Ao chegarem aos pés da estátua iniciaram o último desafio pela imunidade e Amanda continuou sua série de vitórias, garantindo a primeira vaga entre os três finalistas de Survivor China. Durante o desafio Denise tentou convencer Amanda a desistir prometendo que não votaria nela no próximo Conselho Tribal. Amanda falou para Denise desistir desta ideia e que ela lutaria até o final. No Conselho Tribal daquela noite Denise foi eliminada por 3-1 votos e se tornou o último membro do júri. Com os três finalistas definidos foi a vez deles enfrentarem o Conselho Tribal Final e explicar para o júri suas ações ao longo dos últimos 39 dias. Amanda passou boa parte do tempo se desculpando de todos, não admitiu que mentiu para todos e não apresentou boas razões para o júri votar nela. Courtney foi vista com a mais honesta dos três, mas foi criticada por ter diferenças pessoais com alguns dos membros do júri (particularmente Jean-Robert) e por ser muito depende de Todd e Amanda. Todd foi visto como o mais manipulador e falso dos três, mas foi mais honesto, diferente de Amanda, em confirmar que mentiu sempre que precisou. |                                                                                        |                      |       |                        |
| 15 | The Reunion (A Reunião)                                                                | Todd Courtney Amanda |       | 16 de dezembro de 2007 |
| Após a leitura dos votos Todd foi eleito o “último sobrevivente” com 4-2-1 votos derrotando, respectivamente, Courtney e Amanda. |                                                                                        |                      |       |                        |

*O nome grafado em vermelho indica que o competidor foi o vencedor da temporada e, portanto, não foi eliminado. Os nomes grafados em verde  indicam que os competidores foram, respectivamente, o segundo e terceiro colocados e, portanto, não foram eliminados.

## Histórico de Votações
|             | Tribos Originais  | Tribos Originais | Tribos Originais | Tribos Originais | Tribos Misturadas | Tribos Misturadas | Tribo Pós-Fusão  | Tribo Pós-Fusão       | Tribo Pós-Fusão  | Tribo Pós-Fusão | Tribo Pós-Fusão | Tribo Pós-Fusão    | Tribo Pós-Fusão  | Tribo Pós-Fusão  | Tribo Pós-Fusão    | Tribo Pós-Fusão |
| ----------- | ----------------- | ---------------- | ---------------- | ---------------- | ----------------- | ----------------- | ---------------- | --------------------- | ---------------- | --------------- | --------------- | ------------------ | ---------------- | ---------------- | ------------------ | --------------- |
| Episódio #: | 1                 | 2                | 3                | 4                | 5                 | 6                 | 7                | 8                     | 9                | 10              | 11              | 12                 | 13               | Reunião 5        | Reunião 5          | Reunião 5       |
| Eliminado:  | Chicken 5/8 votos | Ashley 6/7 votos | Leslie 6/8 votos | Dave 5/6 votos   | Aaron 3/5 votos   | Sherea 5/7 votos  | Jaime 7/10 votos | Jean-Robert 5/9 votos | Frosti 7/8 votos | James 5/7 votos | Erik 4/6 votos  | Peih-Gee 4/5 votos | Denise 3/4 votos | Amanda 1/7 votos | Courtney 2/7 votos | Todd 4/7 votos  |
| Competidor  | Voto              | Voto             | Voto             | Voto             | Voto              | Voto              | Voto             | Voto                  | Voto             | Voto            | Voto            | Voto               | Voto             | Voto             | Voto               | Voto            |
| Todd        |                   |                  | Leslie           |                  |                   | Sherea            | Jaime            | Jean-Robert           | Frosti           | James           | Erik            | Peih-Gee           | Denise           | Voto do Júri     | Voto do Júri       | Voto do Júri    |
| Courtney    |                   |                  | Jean-Robert      |                  |                   | Jean-Robert       | Jaime            | Jean-Robert           | Frosti           | James           | Erik            | Peih-Gee           | Denise           | Voto do Júri     | Voto do Júri       | Voto do Júri    |
| Amanda      |                   |                  | Leslie           |                  |                   | Sherea            | Jaime            | Jean-Robert           | Frosti           | James           | Erik            | Peih-Gee           | Denise           | Voto do Júri     | Voto do Júri       | Voto do Júri    |
| Denise      |                   |                  | Leslie           |                  |                   | Sherea            | Jaime            | Peih-Gee              | Frosti           | James           | Erik            | Peih-Gee           | Todd             |                  | Courtney           |                 |
| Peih-Gee    | Chicken           | Ashley           |                  | Dave             | Aaron             |                   | Jean-Robert      | James                 | Frosti           | Todd            | Todd            | Todd               |                  |                  |                    | Todd            |
| Erik        | Chicken           | Ashley           |                  | Dave             | Aaron             |                   | Jean-Robert      | James                 | Frosti           | James           | Todd            |                    | Amanda           |                  |                    |                 |
| James       |                   |                  | Leslie           |                  | Peih-Gee          |                   | Jaime            | Jean-Robert           | Frosti           | Peih-Gee        |                 |                    | Courtney         |                  |                    |                 |
| Frosti      | Chicken           | Ashley           |                  | Dave             |                   | Sherea            | Jaime            | Jean-Robert           | Erik             |                 |                 |                    | Todd             |                  |                    |                 |
| Jean-Robert |                   |                  | Leslie           |                  |                   | Sherea            | Jaime            | James                 |                  |                 |                 | Todd               |                  |                  |                    |                 |
| Jaime       | Chicken           | Ashley           |                  | Dave             | Aaron             |                   | Jean-Robert      |                       |                  |                 | Todd            |                    |                  |                  |                    |                 |
| Sherea      | Chicken           | Ashley           |                  | Dave             |                   | Jean-Robert       |                  |                       |                  |                 |                 |                    |                  |                  |                    |                 |
| Aaron       |                   |                  | Leslie           |                  | James             |                   |                  |                       |                  |                 |                 |                    |                  |                  |                    |                 |
| Dave        | Ashley            | Ashley           |                  | Sherea           |                   |                   |                  |                       |                  |                 |                 |                    |                  |                  |                    |                 |
| Leslie      |                   |                  | Jean-Robert      |                  |                   |                   |                  |                       |                  |                 |                 |                    |                  |                  |                    |                 |
| Ashley      | Peih-Gee          | Dave             |                  |                  |                   |                   |                  |                       |                  |                 |                 |                    |                  |                  |                    |                 |
| Chicken     | Ashley            |                  |                  |                  |                   |                   |                  |                       |                  |                 |                 |                    |                  |                  |                    |                 |

↑5  A rede de TV CBS informou originalmente que os votos de Courtney vieram de Denise e Frosti. Posteriormente ela retificou informando que os votos vieram de Denise e James. Frosti votou em Todd.